# Надінський Павло Наумович
Павло Наумович Надінський (Савелій Посягін) (3 грудня 1894, село Олександровка Уфимської губернії, тепер Башкортостан, Російська Федерація — 25 вересня 1961, місто Сімферополь) — радянський діяч, 1-й секретар Сімферопольського міського комітету ВКП(б), секретар Кримського обласного комітету ВКП(б) з транспорту. Кандидат історичних наук.

## Біографія
Народився в бідній селянській родині. З 1905 по 1907 рік навчався у сільському трикласному парафіяльному училищі. Із зими 1907 по 1914 рік — підручний столяра, столяр чайної фабрики «Караван» Уфимської губернії.
З початком Першої світової війни в грудні 1914 року мобілізований до російської армії. Незабаром відправлений на фронт, де став розвідником 121-го Пензенського піхотного полку, який воював у районі Пінських боліт в Білорусі.
Член РСДРП(б) з вересня 1917 року.
Наприкінці листопада 1917 року демобілізований з лав діючої армії і через два тижні добрався до Уфи. Брав активну участь в роботі органів робітничого контролю на підприємствах міста, навчаючи військовій справі членів бойових організацій народного озброєння Уфи.
З весни 1918 року — в Уфимській надзвичайній комісії (ЧК), а пізніше, в зв'язку з наступом білочехів і створенням Східного фронту — у відділ агентурної розвідки штабу 2-ї армії РСЧА. З січня 1919 року — заступник начальника розвідувального відділу 2-ї армії Східного фронту. З осені 1919 року — заступник начальника  розвідувального відділу штабу Південно-Східного фронту. У 1921 році — начальник інформаційно-інформаторського відділу Політичного управління військ Сибірського військового округу.
З осені 1921 по червень 1922 року — слухач курсів при Комуністичному університеті імені Свердлова в Москві.
У 1922—1923 роках — секретар Ленінського повітового комітету РКП(б) Московської губернії.
У 1923—1928 роках — завідувач організаційного відділу Амурського губернського комітету РКП(б); відповідальний інструктор Далекосхідного крайового комітету ВКП(б).
У 1928—1929 роках — відповідальний секретар Скопінського районного комітету ВКП(б) Рязанської губернії.
У 1929 році — завідувач відділом з роботи в селі Тульського окружного комітету ВКП(б).
У 1931 році закінчив курси марксизму при Комуністичній академії в Москві.
У 1931 році — завідувач організаційного відділу Кримського обласного комітету ВКП(б).
У серпні 1931 — січні 1933 року — секретар Кримського обласного комітету ВКП(б) з транспорту.
З 1933 року — в Сімферопольському міському комітеті ВКП(б).
У січні 1934 — 9 лютого 1936 року — 1-й секретар Сімферопольського міського комітету ВКП(б) Кримської АРСР.
У 1935 році важко захворів, втратив руки і ноги. З лютого 1936 року — на пенсії через інвалідність. У 1938 році була опублікована перша науково-популярна робота Надінського «Сторінки з життя кримського комсомолу».
Після початку Другої світової війни евакуйований до Уфи. Восени 1943 року виїхав до Краснодару, відразу після закінчення війни повернувся до Сімферополя.
З 1948 року — співробітник відділу історії та археології і одночасно керівник групи істориків Кримської філії Академії наук СРСР.
Займався дослідженням історії Криму, ідеолог тези про «споконвічно російський Крим». Наприкінці 1947 року видав книгу «Суворов в Криму». У 1948 році надрукував дослідження «Толстой в Криму». Працював над матеріалами про партизанський рух в Криму. На основі зібраних документів і матеріалів разом з науковим співробітником В.Гузенком склав хроніку партизанської боротьби на півострові в двох томах.
Кілька років працював над книгою «Нариси з історії Криму». Перша частина нарисів була видана в 1951 році. Рішенням вченої ради Інституту історії АН СРСР Надінському присвоєно науковий ступінь кандидата історичних наук без захисту дисертації. Друга частина нарисів була опублікована в 1957 році.
Помер 25 вересня 1961 року в Сімферополі.